# SHINE WE ARE
『SHINE WE ARE』（シャイン・ウィー・アー）は、韓国出身女性歌手BoAの、韓国版アルバム3.5集として発表された初のベストアルバム。

## 概要
韓国において、初のベスト･アルバム。CCCDとして製作されている。
収録曲の大半が日本で先行して発表された日本版アルバム「VALENTI」のアルバム曲（一部曲は未収録）と、日本版シングル「Shine We Are!」が韓国語版にリメイクされているほか、Westlifeとのコラボレーションで話題になった「Flying without wings」が収録されている。例に漏れず、韓国語歌詞は、ほとんどBoA本人が手がけている。
2005年11月4日に中国版が発表された際には、韓国語版の「Shine We Are」と「Milky Way」のPVが収録されたVCDが付加された。

## 収録曲
1. B.I.O
2. Shine We Are!
3. 세상의 어디에서도（セサンエ オディエソド） -  One Way
「세상의 어디에서도（セサンエ オディエソド） -  One Way」は、「世界のどこでも - 一途に」の意。
この曲は「世界の片隅で」の韓国語バージョン
4. Discovery
5. Milky Way （Club Remix）
6. Flower
7. Searching For Truth
8. Beside You
9. 이별풍경（イビョルプンギョン） - Always
「이별풍경（イビョルプンギョン） - Always 」は、「離別風景（別れのシーン） - いつも… 」の意。
10. Flying Without Wings 　Westlife Featuring BoA